# Hartwell (Georgia)
Hartwell es un pueblo ubicado en el condado de Hart en el estado estadounidense de Georgia. En el censo de 2000, su población era de 4.188.

## Demografía
En el 2000 la renta per cápita promedia del hogar era de $26,411, y el ingreso promedio para una familia era de $34,560. El ingreso per cápita para la localidad era de $14,745. Los hombres tenían un ingreso per cápita de $28,512 contra  $24,107 para las mujeres.

## Geografía
Hartwell se encuentra ubicado en las coordenadas 34°21′10″N 82°55′52″O / 34.35278, -82.93111 (34.352738, -82.931161). 
Según la Oficina del Censo, la localidad tiene un área total de 12 km² (4,6 mi²), de la cual 12 km² (4,6 mi²) es tierra y 0 km² (0 mi²) (0.00%) es agua.